# Patrick Roy
Patrick Jacques Roy (Kanada, Québec, Saint-Foy, 1965. október 5. –) profi jégkorongozó kapus. Jelenleg egykori csapata, a Colorado Avalanche edzője. Hosszú National Hockey League-es pályafutása sikerekben gazdag volt. Mindössze két csapatban játszott: a Montréal Canadiensben és a Colorado Avalanche-ben. Mind a két csapattal kétszer nyert Stanley-kupát. A 33-as mezszámát mindkét csapatban visszavonták. Ő az egyetlen játékos, akit háromszor választottak meg a rájátszás legjobbjának. Több rekord is fűződik a nevéhez. 2006-ban beválasztották a Jégkorong Hírességek Csarnokába.

## Karrier statisztika

### Alapszakasz
| Szezon            | Csapat               | Liga              |      | MSz | Gy  | V   | D     | JI   | KG | SO   | GAA   | SV% |
| ----------------- | -------------------- | ----------------- | ---- | --- | --- | --- | ----- | ---- | -- | ---- | ----- | --- |
| 1981–1982         | Ste-Foy Gouverneurs  | QAAA              | 40   | 27  | 23  | 10  | 2400  | 156  | 3  | 2.63 | —     |     |
| 1982–1983         | Granby Bisons        | QMJHL             | 54   | 13  | 35  | 1   | 2808  | 293  | 0  | 6.26 | —     |     |
| 1983–1984         | Granby Bisons        | QMJHL             | 61   | 29  | 29  | 1   | 3585  | 265  | 0  | 4.44 | —     |     |
| 1984–1985         | Granby Bisons        | QMJHL             | 44   | 16  | 25  | 1   | 2463  | 228  | 0  | 5.55 | —     |     |
| 1984–1985         | Montréal Canadiens   | NHL               | 1    | 1   | 0   | 0   | 20    | 0    | 0  | 0.00 | 1.000 |     |
| 1984–1985         | Sherbrooke Canadiens | AHL               | 1    | 1   | 0   | 0   | 60    | 4    | 0  | 4.00 | .852  |     |
| 1985–1986         | Montréal Canadiens   | NHL               | 47   | 23  | 18  | 3   | 2649  | 148  | 1  | 3.35 | —     |     |
| 1986–1987         | Montréal Canadiens   | NHL               | 46   | 22  | 16  | 6   | 2681  | 131  | 1  | 2.93 | —     |     |
| 1987–1988         | Montréal Canadiens   | NHL               | 45   | 23  | 12  | 9   | 2582  | 125  | 3  | 2.90 | .900  |     |
| 1988–1989         | Montréal Canadiens   | NHL               | 48   | 33  | 5   | 6   | 2743  | 113  | 4  | 2.47 | .908  |     |
| 1989–1990         | Montréal Canadiens   | NHL               | 54   | 31  | 16  | 5   | 3173  | 134  | 3  | 2.53 | .912  |     |
| 1990–1991         | Montréal Canadiens   | NHL               | 48   | 25  | 15  | 6   | 2835  | 128  | 1  | 2.71 | .906  |     |
| 1991–1992         | Montréal Canadiens   | NHL               | 67   | 36  | 22  | 8   | 3934  | 155  | 5  | 2.36 | .914  |     |
| 1992–1993         | Montréal Canadiens   | NHL               | 62   | 31  | 25  | 5   | 3594  | 192  | 2  | 3.20 | .894  |     |
| 1993–1994         | Montréal Canadiens   | NHL               | 68   | 35  | 17  | 11  | 3867  | 161  | 7  | 2.50 | .918  |     |
| 1994–1995         | Montréal Canadiens   | NHL               | 43   | 17  | 20  | 6   | 2566  | 127  | 1  | 2.97 | .906  |     |
| 1995–1996         | Montréal Canadiens   | NHL               | 22   | 12  | 9   | 1   | 1260  | 62   | 1  | 2.95 | .907  |     |
| 1995–1996         | Colorado Avalanche   | NHL               | 39   | 22  | 15  | 1   | 2305  | 103  | 1  | 2.68 | .909  |     |
| 1996–1997         | Colorado Avalanche   | NHL               | 62   | 38  | 15  | 7   | 3697  | 143  | 7  | 2.32 | .923  |     |
| 1997–1998         | Colorado Avalanche   | NHL               | 65   | 31  | 19  | 13  | 3835  | 153  | 4  | 2.39 | .916  |     |
| 1998–1999         | Colorado Avalanche   | NHL               | 61   | 32  | 19  | 8   | 3648  | 139  | 5  | 2.29 | .917  |     |
| 1999–2000         | Colorado Avalanche   | NHL               | 63   | 32  | 21  | 8   | 3704  | 141  | 2  | 2.28 | .914  |     |
| 2000–2001         | Colorado Avalanche   | NHL               | 62   | 40  | 13  | 7   | 3584  | 132  | 4  | 2.21 | .913  |     |
| 2001–2002         | Colorado Avalanche   | NHL               | 63   | 32  | 23  | 8   | 3773  | 122  | 9  | 1.94 | .925  |     |
| 2002–2003         | Colorado Avalanche   | NHL               | 63   | 35  | 15  | 13  | 3768  | 137  | 5  | 2.18 | .920  |     |
| NHL Összesített   | NHL Összesített      | NHL Összesített   | 1029 | 551 | 315 | 131 | 60225 | 2546 | 66 | 2.54 | —     |     |
| QMJHL Összesített | QMJHL Összesített    | QMJHL Összesített | 159  | 58  | 89  | 3   | 8856  | 786  | 0  | 5.33 | —     |     |

### Rájátszás
| Szezon          | Csapat               | Liga            |     | MSz | Gy | V     | JI  | KG | SO   | KGÁ  | VH% |
| --------------- | -------------------- | --------------- | --- | --- | -- | ----- | --- | -- | ---- | ---- | --- |
| 1981–1982       | Ste-Foy Gouverneurs  | QAAA            | 2   | 2   | 0  | 114   | 2   | 1  | 1.05 | —    |     |
| 1983–1984       | Granby Bisons        | QMJHL           | 4   | 0   | 4  | 244   | 22  | 0  | 5.41 | —    |     |
| 1984–1985       | Sherbrooke Canadiens | AHL             | 13  | 10  | 3  | 769   | 37  | 0  | 2.89 | —    |     |
| 1985–1986       | Montréal Canadiens   | NHL             | 20  | 15  | 5  | 1215  | 39  | 1  | 1.93 | —    |     |
| 1986–1987       | Montréal Canadiens   | NHL             | 6   | 4   | 2  | 330   | 22  | 0  | 4.00 | —    |     |
| 1987–1988       | Montréal Canadiens   | NHL             | 8   | 3   | 4  | 428   | 24  | 0  | 3.36 | .889 |     |
| 1988–1989       | Montréal Canadiens   | NHL             | 19  | 13  | 6  | 1206  | 42  | 2  | 2.09 | .920 |     |
| 1989–1990       | Montréal Canadiens   | NHL             | 12  | 5   | 6  | 640   | 26  | 1  | 2.43 | .911 |     |
| 1990–1991       | Montréal Canadiens   | NHL             | 13  | 7   | 5  | 785   | 40  | 0  | 3.06 | .898 |     |
| 1991–1992       | Montréal Canadiens   | NHL             | 11  | 4   | 7  | 685   | 30  | 1  | 2.63 | .904 |     |
| 1992–1993       | Montréal Canadiens   | NHL             | 20  | 16  | 4  | 1293  | 46  | 0  | 2.13 | .929 |     |
| 1993–1994       | Montréal Canadiens   | NHL             | 6   | 3   | 3  | 374   | 16  | 0  | 2.56 | .930 |     |
| 1995–1996       | Colorado Avalanche   | NHL             | 22  | 16  | 6  | 1453  | 51  | 3  | 2.10 | .921 |     |
| 1996–1997       | Colorado Avalanche   | NHL             | 17  | 10  | 7  | 1033  | 38  | 3  | 2.21 | .932 |     |
| 1997–1998       | Colorado Avalanche   | NHL             | 7   | 3   | 4  | 429   | 18  | 0  | 2.51 | .906 |     |
| 1998–1999       | Colorado Avalanche   | NHL             | 19  | 11  | 8  | 1173  | 52  | 1  | 2.66 | .920 |     |
| 1999–2000       | Colorado Avalanche   | NHL             | 17  | 11  | 6  | 1039  | 31  | 3  | 1.79 | .928 |     |
| 2000–2001       | Colorado Avalanche   | NHL             | 23  | 16  | 7  | 1450  | 41  | 4  | 1.70 | .934 |     |
| 2001–2002       | Colorado Avalanche   | NHL             | 21  | 11  | 10 | 1241  | 52  | 3  | 2.51 | .909 |     |
| 2002–2003       | Colorado Avalanche   | NHL             | 7   | 3   | 4  | 423   | 16  | 1  | 2.27 | .910 |     |
| NHL Összesített | NHL Összesített      | NHL Összesített | 247 | 151 | 94 | 15205 | 584 | 23 | 2.30 | —    |     |

## Díjai
- Calder-kupa: Sherbrooke Canadiens 1985
- Stanley-kupa: Montréal Canadiens 1986, 1993, Colorado Avalanche: 1996, 2001
- Memorial-kupa: Québec Remparts 2006, 2023 (tulajdonos, GM, edző)
- Conn Smythe-trófea: 1986, 1993, 2001
- William M. Jennings-trófea: 1987*, 1988*, 1989*, 1992, 2002 (*Brian Haywarddal megosztva)
- Vezina-trófea: 1989, 1990, 1992
- NHL All-Star Gála: 1988, 1990, 1991, 1992, 1993, 1994, 1997, 1998, 2001, 2002, 2003
- NHL Első All-Star Csapat: 1989, 1990, 1992, 2002
- NHL Második All-Star Csapat: 1988, 1991
- NHL All-Rookie Csapat: 1986
- Trico Goaltending Award: 1989, 1990
- Jégkorong Hírességek Csarnokának a tagja: 2005
- Nemzetközi Jégkorong Szövetség Hírességek Csarnokának a tagja: 2006
- Jack Adams-díj: 2014